# Геріатричний пансіонат
Будинок літніх людей, або (за типовим положенням Мінсоцполітики) геріатричний пансіонат, будинок-інтернат для громадян похилого віку та інвалідів, пансіонат для ветеранів війни і праці — будинок для  літніх осіб, державна або приватна організація, де літнім людям, що втратили можливість підтримки, чи потребуючих цілодобового догляду, надається притулок і соціально-медичні послуги.
У таких будинках літні люди звільняються від необхідності самостійного приготування їжі і прибирання. Старі люди можуть разом проводити час, розмовляти, гуляти, переглядати телевізор тощо.

## Різновиди
Будинки літніх людей поширені переважно в державах, де переважаючим типом родини є нуклеарна сім'я, і де дорослі особи представники різних поколінь живуть окремо. Прикладом таких країн і груп держав є США, Північна Європа й Західна Європа, Японія. В інших державах старі люди часто живуть разом з дорослими дітьми або іншими близькими родичами.
Якість послуг у даних установах сильно варіюється: будинок для літніх людей може бути безкоштовним, фінансованим державою, або платним, причому як з орендною платою, так і з одноразовим платежем, що дає право власності на частину будинку.